# ديفيد ر. سميث
ديفيد ر. سميث (بالإنجليزية: David R. Smith)‏ هو فيزيائي أمريكي، ولد في 1964 في أوكيناوا في اليابان.